# هریس دیکینسون
هریس دیکینسون (انگلیسی: Harris Dickinson؛ زادهٔ ۲۴ ژوئن ۱۹۹۶) هنرپیشه اهل بریتانیا است. وی از سال ۲۰۱۳ میلادی تاکنون مشغول فعالیت بوده‌است.
از فیلم‌ها یا برنامه‌های تلویزیونی که وی در آن نقش ایفا کرده‌است، می‌توان به مرد شاه، تاریک‌ترین ذهن‌ها، بلور تاریک: دوران مقاومت، مالفیسنت: سردسته اهریمنان، مثلث غم و جایی که خرچنگ‌ها آواز می‌خوانند اشاره کرد.

## فیلم‌شناسی

### فیلم
| به آثاری اشاره دارد که در حال حاضر منتشر نشده‌اند | به آثاری اشاره دارد که در حال حاضر منتشر نشده‌اند |

| سال  | عنوان                         | نقش             | یادداشت‌ها             |
| ---- | ----------------------------- | --------------- | --------------------- |
| ۲۰۱۷ | موش‌های ساحلی                  | فرانکی          |                       |
| ۲۰۱۸ | کارت پستال از لندن            | جیم             |                       |
| ۲۰۱۸ | تاریک‌ترین ذهن‌ها               | لیام استوارت    |                       |
| ۲۰۱۹ | خطوط شهرستان                  | سایمون          | انگلیسی: County Lines |
| ۲۰۱۹ | ماتیاس و ماکسیم               | مک‌آفی           |                       |
| ۲۰۱۹ | مالفیسنت: بانوی اهریمنی       | شاهزاده فیلیپ   |                       |
| ۲۰۲۱ | سوغات قسمت دوم                | پیت             |                       |
| ۲۰۲۱ | کینگزمن                       | کنراد           |                       |
| ۲۰۲۲ | مثلث غم                       | کارل            |                       |
| ۲۰۲۲ | جایی که خرچنگ‌ها آواز می‌خوانند | چیس اندروز      |                       |
| ۲۰۲۲ | ببین چگونه می‌دوند             | ریچارد اتنبرا   |                       |
| ۲۰۲۲ | به اهریمن نگاه نکن            | بن              |                       |
| 2023 | Scrapper                      | جیسون           |                       |
| 2023 | پنجه آهنی                     | داوید فون ایریچ |                       |
| 2024 | بلیتز                         | استیو مک کوئین  |                       |
| 2024 | بیبی‌گرل                       | هالینا رین      | [ ۲ ]                 |

#### تلویزیون
| سال  | عنوان                    | نقش            | یادداشت‌ها                   |
| ---- | ------------------------ | -------------- | --------------------------- |
| ۲۰۱۴ | برخی از دختران           | تونکا          | ۲ قسمت                      |
| ۲۰۱۶ | خانه                     | پی.کی. بل      | تله‌فیلم                     |
| ۲۰۱۷ | شاهد خاموش               | آرون لوگان     | قسمت: «Remembrance» (۲ بخش) |
| ۲۰۱۷ | دسته                     | سام            | ۴ قسمت (فصل ۱)              |
| ۲۰۱۸ | اعتماد                   | جان پل گتی سوم | نقش اصلی                    |
| ۲۰۱۹ | بلور تاریک: دوران مقاومت | گورجین (صدا)   |                             |